# Sharen Camille
Sharen Camille (geb. um 1970) ist eine US-amerikanische Schauspielerin. Ihre erste und bekannteste Filmrolle war die der Holly in Psycho IV: The Beginning, wo sie eines der Opfer von Norman Bates spielte.

## Leben
Camille wuchs in St. Louis auf und stammte aus einer Künstlerfamilie. Ihre Mutter war Opernsängerin, ihr Vater Tubaspieler im Symphonieorchester. In ihrer Kindheit nahm sie Tanzunterricht und begann früh Theater und Musical zu spielen.
1990 bekam sie die Rolle der Holly in Psycho IV: The Beginning, wo sie neben Anthony Perkins und Henry Thomas spielte. Nach Psycho IV hatte sie noch einige weitere Filmrollen, darunter 1991 in der Fernsehserie Superboy. Einige Jahre nach der Veröffentlichung von Psycho IV zog Camille nach Los Angeles. Sie arbeitet als Schauspielerin vor allem am Theater. 2004 wurde sie Mutter eines Sohnes. 2010 wirkte sie als Interviewpartnerin in dem Dokumentarfilm The Psycho Legacy mit. 

## Filmografie
- 1990: Psycho IV: The Beginning
- 1991: Super Force (Fernsehserie)
- 1991: Superboy (Fernsehserie)
- 1996: Stop the World, I Want to Get Off
- 1996: Tödlicher Gefallen (Fernsehfilm)
- 2010: The Psycho Legacy